# Pestxanka (Valuiki)
|  | Per a altres significats, vegeu «Pestxanka». |

Pestxanka - Песчанка (rus) - és un poble (un khútor) de l'óblast de Bélgorod, a Rússia. El 2010 no tenia cap habitant. Pertany al districte (raion) de Valuiki.